# Orificiu uretral intern
Orificiul uretral intern este deschiderea vezicii urinare în uretră. Este plasat la vârful trigonului vezical, în partea cea mai dependentă a vezicii urinare și este de obicei în formă de semilună; iar membrana mucoasă în imediata apropiere, în spatele acestuia prezintă o ușoară creastă, la bărbați, uvula vezicală, cauzată de lobul mijlociu al prostatei.